# Izabela Lăcătuș
Izabela Daniela Lăcătuș (n. 2 octombrie 1976, București, România) este o fostă gimnastă română, care a activat în domeniul gimnasticii artistice și aerobice. La Jocurile Olimpice din 1992 a fost a doua rezervă a echipei de gimnastică artistică. După retragerea din gimnastică artistică a avut o carieră în gimnastică aerobică, câștigând 16 medalii continentale și mondiale, printre care titlul mondial la individual compus în 2000.

## Cariera în gimnastică artistică
Izabela Lăcătuș a început gimnastica la clubul CSS Triumf din orașul ei natal, București, dar mai târziu s-a mutat la Deva, unde s-a antrenat cu echipa națională. Ea a progresat rapid, iar în 1989 a ajuns în echipa de senioare, unde s-a antrenat alături de Daniela Silivaș. În 1990, după Revoluție, sala de gimnastică de la Deva s-a închis, iar Lăcătuș s-a dus să se antreneze la Centrul Olimpic din Onești. Deși era încă junioară, conform normelor FIG, ea a participat în 1990 în competiții atât pentru junioare, cât și pentru senioare. Cele mai bune rezultate pe care le-a obținut în anul 1990 au fost locul al patrulea la individual compus la Cupa Chunichi și locul cinci la aceeași probă la Campionatul Internațional pentru Junioare de la Avignion. La sfârșitul anului 1990 sala de gimnastică de la Deva a fost deschisă din nou, Izabela întorcându-se acolo odată cu echipa națională. Izabela a ratat Campionatele Internaționale de Gimnastică ale României din 1991 din cauza unei accidentări, dar a concurat la Campionatele Europene de Juniori, unde a terminat pe locul al patrulea la individual compus. În același an a câștigat medalia de argint la aceeași probă la Cupa Cottbus. În 1992 a câștigat medalia de argint la paralele, la Campionatele Internaționale de Gimnastică ale României, astfel câștigându-și locul în echipa națională de gimnastică, fiind a doua rezervă la Jocurile Olimpice din 1992. Ceilalți membri ai echipei au fost Cristina Bontas, Lavinia Miloșovici, Gina Gogean, Mirela Pașca, Maria Neculiță si Vanda Hădărean. Eugenia Popa a fost prima rezervă. În 1992 Izabela a participat la mai multe competiții, dar o accidentare la gleznă a făcut-o să rateze tot restul anului. Ea nu a reușit să se recupereze complet și s-a retras în 1994.

## După 1994 și cariera în gimnastică aerobică
În 1994 a început să se antreneze la secția de gimnastică aerobică a clubului CSS Triumf cu antrenoarea Maria Fumea și să antreneze junioare de la același club. S-a înscris la Universitatea Națională de Educație Fizică și Sport, unde a urmat cursurile de antrenori. Izabela a participat și în cadrul spectacolului Aeros. Printre colegii de la Aeros s-au numărat Daniela Mărănducă, Lăcrămioara Filip, Cristian Leric și Remus Nicolai. Debutul într-un eveniment internațional la gimnastică aerobică a fost la primul Campionat Mondial de Gimnastică Aerobică de la Paris din 1995. Ca gimnastă aerobică, ea a concurat la individual, perechi mixte și grupuri. Partenerii ei la probele mixte au fost Claudiu Varlam (până în 1999) și Remus Nicolai (după 1999). La individual a câștigat patru medalii la Campionatul Mondial (aur 2000, argint 1999, 2002 și bronz 1998) și patru la Campionatul European (aur, 2001, 2005 și argint, 1999, 2003). A terminat pe locul al cincilea în proba individuală la Campionatul Mondial din 2004. În proba de perechi mixte a câștigat o medalie de argint și trei medalii de bronz la campionatul mondial (2000, 1998, 2002, 2004) și trei medalii continentale (aur 2003, argintiu 2001 și bronz 1999).

## După retragere
Lăcătuș s-a retras după Campionatul Mondial din 2006. Ea este în prezent antrenoare de gimnastică aerobică la clubul CSS Triumf din București.